# Розвелл, Нью-Мексико (телесеріал)
«Розвелл, Нью-Мексико» (англ. Roswell, New Mexico) — американський фантастичний телесеріал, який заснований на серії книг Мелінди Метц і є ремейком телесеріалу «Розвелл» (або «Місто прибульців») (1999—2002). Прем'єра серіалу відбулася 15 січня 2019 на телеканалі The CW.
24 квітня 2019 року канал The CW продовжив телесеріал на другий сезон.
Прем'єра другого сезону серіалу відбулась на The CW 16 березня 2020 року.
7 січня 2020 року The CW серіал було продовжено на третій сезон.. 3 лютого 2021 року серіал було продовжено на четвертий сезон. Прем'єра третього сезону відбулась 26 липня 2021 року. Прем'єра четвертого сезону відбудеться 6 червня 2022 року. 12 травня 2022 року телесеріал було закрито після чотирьох сезонів.

## Сюжет
Ліз Ортехо повертається в рідне місто і виявляє, що її шкільний коханий насправді прибулець

## В ролях

### Головна роль
- Джанін Мейсон — Ліз Ортехо
- Нейтан Парсонс — Макс Еванс
- Лілі Коулз — Ізобел Еванс-Бракен
- Майкл Вламіс — Майкл Ґерін
- Тайлер Блекберн — Алекс Мейнс
- Майкл Тревіно — Кайл Валенті
- Гезер Гемменс — Марія ДеЛюка
- Райлі Воулкел — Дженна Кемерон
- Тревор Ст. Джон — Джессі Мейнс
- Каран Оберой — Ноа Бракен
- Ембер Мідфандер — Роза Ортехо

### Другорядні ролі
- Клаудія Блек — Енн Еванс
- Кайла Юелл — Нора Трумен
- Джейсон Бер — Тріп Мейнс
- Шеррі Саум — Мімі ДеЛука
- Ділан МакТі — Ваєт Лонг
- Таннер Новлан — Ґреґорі Мейнс
- Джеймі Клейтон — Чарлі Камерон
- Шеррі Сом — Росаріо Санчес
- Джейсон Бер — Тріпп Мейнс
- Стівен Крюгер — Хіт Тачман

## Епізоди
| Сезон | Сезон | Епізоди | Дата оригінального показу | Дата оригінального показу |
| Сезон | Сезон | Епізоди | Прем'єра                  | Фінал                     |
| ----- | ----- | ------- | ------------------------- | ------------------------- |
|       | 1     | 13      | 15 січня 2019             | 23 квітня 2019            |
|       | 2     | 13      | 16 березня 2020           | 15 червня 2020            |
|       | 3     | 13      | 26 липня 2021             | 18 жовтня 2021            |
|       | 4     | 13      | 6 червня 2022             | 5 вересня 2022            |